# Усеинов, Камай
Камай Усеинов — мурза, казанский выходец, перешедший на службу к Ивану Грозному, когда тот подступил к Казани в 1552 году. 

## Биография
Камай присутствовал при осаде города Казани войском Ивана Грозного, был полезен Иоанну своими указаниями и служил посредником в переговорах.
16 августа 1552 г. к Ивану Грозному перешел служить казанский мурза Камай Хусейнов с семью казаками. Он сообщил, что желавших перейти к Ивану IV было около 200 человек, но их поймали казанцы. А Едигер сдаваться не хочет. Всеми казанцами верховодят Кул Шариф-мулла и казый (судья) Зайнаш князь Ногайский, Чапкын князь Отучев, Ислам князь, Аликей Нарыков, Кебяк князь Тюменский и Дервиш князь.
Он же дальше говорил об обороне и военной силе казанцев и плане обороны Казани, который состоял в следующем: гарнизон и жители всеми силами держат оборону изнутри, а кавалерия и все люди, которые есть за городом, соберутся на Арской засеке и оттуда нападут на тылы русских войск. Возглавить эту операцию посланы князь Япанча, племянник Чапкына Отучева мурза Шунак и арский князь Явуш. Их задачей было не только беспокоить с тыла воевод, но и вообще не пропустить неприятеля на Арское поле.
Под Казанью вторично собрался совет царей, князей и бояр-воевод, на котором обсуждалось, как вести осаду и штурм города. На совещании Камай мурза, который стал советником Ивана IV по взятию Казани, сообщил о состоянии города.
Казань была обложена 150-тысячной армией. В городе же, по словам Камая мурзы, было 30 тысяч воинов-казанцев. Кроме того, на Высокой Горе, на укрепленной позиции, расположилась конница князя Епанчи. Шунак Отучев и князь Явуш должны были, в дополнение к выделенному им отряду, мобилизовать сельское население. В их руках находилось примерно до 20 тыс. воинов (некоторые указывают даже 30 тыс.). К ним присоединился конный отряд ногайцев более 2000 чел., присланный князем Юсуфом. Артиллерия Казани после вывоза орудий Шах-Алием в Свияжск в 1551 году также уступала артиллерии осаждавших. Такое же положение наблюдалось и с пищалями. И у осаждавших, и у осажденных преобладало лучное и другое холодное оружие над огнестрельным вооружением. Город был хорошо обеспечен разными запасами, стены посада и кремля были отремонтированы, казанцы заранее готовились к осаде. За 28 лет это была уже пятая осада Казани.
Иван Грозный взял Казань 2 октября 1552 года. В следующие 8 дней часть луговых марийцев во главе с легендарным Акпарсом выказала лояльность Русскому царству. Московское войско с царём покинуло Казань 11 октября, оставив в городе 1500 детей боярских и 3000 стрельцов.
Первые волнения произошли в ноябре — декабрь 1552 года, когда объединённые силы лугомарийцев, горных марийцев и чувашей в ноябре «на Волге побили гонцов и гостей и боярских людей з запасами». Примерно в это же время восстание в районе Арска подняли «тугаевы дети с товарыщи». Иван IV, получив известие 20 декабря, отдал приказ о проведении ответной операции. Мурза Камай Хусейнов разгромил повстанцев, пленил 38 зачинщиков, которые впоследствии были казнены в Казани.